# Jean Smart
Pour les articles homonymes, voir Smart (homonymie).
Jean Elizabeth Smart est actrice et productrice américaine, née le 13 septembre 1951 à Seattle, Washington (États-Unis).

## Biographie
Jean Smart est née le 13 septembre 1951 à Seattle, Washington (États-Unis).
Elle est la deuxième d'une fratrie de quatre enfants. Elle est diagnostiquée d'un diabète type 1 lorsqu'elle a treize ans. Son père meurt de la maladie d'Alzheimer.

### Carrière
Diplômée de la Ballard High School de Seattle (en) en 1969, elle découvre sa passion pour le théâtre à cette époque. Elle est admise au programme de théâtre de l'université de Washington et joue ses premières pièces au Seattle Rep ainsi qu'au Intiman Theatre.
Elle fait ses débuts à Broadway dans le rôle de Marlene Dietrich dans Piaf (en), en 1981. La pièce est ensuite reprise à Hollywood en tant que série de télévision, avec Jean Smart dans le même rôle. Cette incursion sur le petit écran lui permet de décrocher le rôle principal dans le sitcom Femmes d'affaires et Dames de cœur (Designing Women), en 1986.
Une fois la série terminée, elle participe à plusieurs téléfilms, dont Balades fatales (it) en tant que la tueuse en série Aileen Wuornos. Elle joue également dans les films Bronx à Bel Air (Bringing Down the House) et Garden State. De retour à la télévision, elle joue le rôle de Martha Logan dans la série 24 Heures chrono (24).
En 2000, elle gagne son premier prix Emmy à la meilleure actrice invitée pour son rôle de Lorna Lenley dans Frasier. En 2001, elle est nommée à deux reprises aux Emmys pour ses rôles dans Washington Police (The District) et Frasier. Ce dernier rôle lui vaut une deuxième statuette. Elle est distinguée par le même prix une troisième fois en 2008, pour son travail dans Samantha qui ? (Samantha Who?).
En 2022, elle est à l'affiche de Babylon, le quatrième long-métrage de Damien Chazelle, où elle joue aux côtés de Brad Pitt et Margot Robbie.

### Vie privée
En juin 1987, elle se marie avec l'acteur Richard Gilliland (1950-2021). Son premier fils, Connor Douglas Gilliland, naît en octobre 1989. Le couple adopte un deuxième enfant, Forrest Gilliland en 2009.

## Filmographie

### Cinéma

#### Longs métrages
- 1980 : Hoodlums de Mac Ahlberg : Carol
- 1984 : Flashpoint de William Tannen : Doris
- 1984 : Protocol d'Herbert Ross : Ella
- 1986 : Fire with Fire de Duncan Gibbins : Sœur Maria
- 1987 : Project X de Jonathan Kaplan : Dr Criwell
- 1992 : Hollywood Mistress (Mistress) de Barry Primus : Patricia Riley
- 1993 : L'Incroyable Voyage (Homeward Bound : The Incredible Journey) de Duwayne Dunham : Kate
- 1995 : La Tribu Brady (The Brady Bunch Movie) de Betty Thomas : Mlle Dena Dittmeyer
- 1995 : Si tu tends l'oreille (Mimi o sumaseba) d'Yoshifumi Kondō : Asako Tsukishima (voix anglaise)
- 1996 : Edie & Pen de Matthew Irmas : Wendy, la serveuse
- 1998 : Drôle de couple 2 (The Odd Couple II) d'Howard Deutch : Holly
- 1999 : Une histoire d'initiation - Guinevere (Guinevere) d'Audrey Wells : Deborah Sloane
- 1999 : Forever Fabulous de Werner Molinsky : Loreli Daly
- 2000 : Jour blanc (Snow Day) de Chris Koch : Laura Brandston
- 2000 : Sale Môme (The Kid) de Jon Turteltaub : Deirdre Lefever
- 2002 : Fashion victime (Sweet Home Alabama) d'Andy Tennant : Stella Kay Perry
- 2003 : Bronx à Bel Air (Bringing Down the House) d'Adam Shankman : Kate Sanderson
- 2004 : Garden State de Zach Braff : Carol
- 2004 : J'adore Huckabees (I Heart Huckabees) de David O. Russell : Mme Hooten
- 2007 : Lucky You de Curtis Hanson : Michelle Carson
- 2008 : Hero Wanted de Brian Smrz : Melanie McQueen
- 2009 : Be Bad! (Youth in Revolt) de Miguel Arteta : Nick Twisp
- 2010 : Barry Munday de Chris D'Arienzo : Carol Munday
- 2012 : Tous les espoirs sont permis (Hope Springs) de David Frankel : Eileen
- 2013 : Walking de Ben Shelton : Dr Hinton
- 2014 : Warren d'Alex Beh : Claire Cavanee
- 2014 : Miss Meadows de Karen Leigh Hopkins : La mère
- 2016 : Mr Wolff (The Accountant) de Gavin O'Connor : Rita Blackburn
- 2017 : Awaken the Shadowman de J.S. Wilson : Evette
- 2018 : L'Ombre d'Emily (A Simple Favor) de Paul Feig : Mme McLanden
- 2018 : Seule la vie... (Life Itself) de Dan Fogelman : Linda
- 2018 : Brampton's Own de Michael Doneger : Judy
- 2020 : Superintelligence de Ben Falcone : Présidente Monahan
- 2021 : Senior Moment de Giorgio Serafini : Caroline Summers
- 2023 : Babylon de Damien Chazelle : Elinor St. John
- 2023 : Wildflower de Matt Smukler : Peg

#### Courts métrages
- 2013 : Deadline : The Nikki Finke Story de Jody Lambert : Nikki Finke
- 2016 : Getting Ed Laid de Deborah Pearl : La femme
- 2018 : The Messenger de Ben Shelton : La femme

### Télévision

#### Séries télévisées
- 1981 : Another World : Une femme dans le bus
- 1983 : Reggie : Joan Reynolds
- 1983 : Teachers Only (en) : Shari
- 1983 : Goodnight, Beantown : Darlen
- 1984 : Drôle de vie (The Facts of Life) : Ellen Slater
- 1984 : Alice : Infrimière Raquel
- 1984 - 1985 : Maximum Security : Dr Allison Brody
- 1985 : Les Enquêtes de Remington Steele (Remington Steele) : Gloria Blyer
- 1986 - 1991 : Femmes d'affaires et Dames de coeur (Designing Women) : Charlene Frazier Stillfield
- 1993 : Batman : Helen Ventrix (voix)
- 1994 : Scarlett : Sally Brewton
- 1995 - 1996 : High Society : Elinore "Elie" Walker
- 1997 / 2004 : Hé Arnold ! (Hey Arnold !) : La mère de Phoebe / Reba Heyerdahl (voix)
- 1998 : Style and Substance : Chelsea Stevens
- 1999 : Hercule (Hercules) : Momalus (voix)
- 2000 - 2001 : Frasier : Lorna Linley / Lana Gardner
- 2000 / 2002 - 2003 : Static Choc (Static Shock) : Maggie Foley (voix)
- 2000 - 2004 : Washington Police (The District) : Détective Sherry Regan
- 2001 : Les Oblong (The Oblongs) : Pickles Oblong (voix)
- 2002 - 2003 : The In-Laws : Marlene Pellet
- 2002 - 2007 : Kim Possible : Dr Ann Possible (voix)
- 2004 - 2005 : Center of the Universe : Kate Barnett
- 2006 - 2007 : 24 heures chrono (24) : Martha Logan
- 2007 : Robot Chicken : Louise Elizabeth Sawyer / La femme de Leonard (voix)
- 2007 - 2009 : Samantha qui ? (Samantha Who?) : Regina Newly
- 2008 : American Dad! : Miriam Bullock
- 2009 : Woke Up Dead : Meryl Greene
- 2010 : Psych : Enquêteur malgré lui (Psych) : Gillian Tucker
- 2010 - 2011 : Hawaii 5-0 (Hawaii Five-0) : Gouverneure Pat Jameson
- 2011 : $h*! My Dad Says : Rosemary Penworth
- 2011 - 2012 : La Loi selon Harry (Harry's Law) : Roseanna Remmick
- 2013 : Hot in Cleveland : Bess
- 2014 : Halt and Catch Fire : LouLu Lutherford
- 2014 : Getting On : Arlene Willy-Weller
- 2014 - 2015 : Sirens : Nora Farrell / La mère de Johnny
- 2015 : Fargo (Saison 2) : Floyd Gerhardt
- 2015 : Les McCarthy (The McCarthys) : Lydia
- 2015 - 2016 : Girlfriends' Guide to Divorce : Katherine Miller
- 2016 : Bad Internet : Présidente Powers
- 2017 : Angie Tribeca : Carnie
- 2017 : Veep : Imogene Walsh
- 2017 - 2019 : Legion : Dr Melanie Bird
- 2018 - 2019 : Dirty John : Arlane Hart
- 2018 - 2021 : Big Mouth : Kitty la dépressive (voix)
- 2019 : Watchmen : Laurie Blake
- 2019 : Arrested Development : Mimi
- 2019 : Dingue de toi (Mad About You) : Chelsea Stevens-Kobolakis
- 2021 : Mare of Easttown : Helen Fahey
- Depuis 2021 : Hacks : Deborah Vance

#### Téléfilms
- 1979 : Before and After de Kim Friedman : La baigneuse
- 1984 : Piaf d'Howard Davies : Marlene Dietrich
- 1984 : Single Bars, Single Women d'Harry Winer : Virge
- 1986 : A Fight for Jenny de Gilbert Moses : Valerie Thomas
- 1987 : A Place at the Table d'Arthur Allan Seidelman : Susan Singer
- 1991 : Jugement aveugle (A Seduction in Travis County) de George Kaczender : Karen
- 1991 : L'Amour avant tout (Locked Up : A Mother's Rage) de Bethany Rooney : Cathy
- 1992 : Balades fatales (Overkill : The Aileen Wuornos Story) de Peter Levin : Aileen Wuornos
- 1994 : La Victoire d'une mère (The Yarn Princess) de Tom McLoughlin : Margaret Thomas
- 1994 : The Yearling de Rod Hardy : Ora Baxter
- 1995 : Un étrange visiteur (A Stranger in Town) de Peter Levin : Rose
- 1996 : Abus d'influence (Undue Influence) de Bruce Pittman : Dana Colby
- 1998 : Insoupçonnable vérité (A Change of Heart) d'Arvin Brown : Elaine Marshall
- 2000 : The Man Who Came to Dinner de Jay Sandrich, Jud Kinberg et Jerry Zaks : Lorraine Sheldon
- 2003 : Le Destin d'Audrey (Audrey's Rain) de Sam Pillsbury: Audrey Walker
- 2003 : Kim Possible : La Clé du temps (Kim Possible : A Sitch in Time) de Steve Loter : Dr Ann Possible (voix)
- 2003 : Killer Instinct : From the Files of Agent Candice DeLong de Peter Werner : Candice DeLong
- 2004 : A Very Married Christmas de Tom McLoughlin : Ellen Griffin
- 2005 : Kim Possible, le film : Mission Cupidon (Kim Possible Movie: So the Drama) de Steve Loter : Dr Ann Possible (voix)
- 2011 : William & Kate : Romance royale (William & Catherine : A Royal Romance) de Linda Yellen : Camilla
- 2013 : Le Cœur a ses raisons : Le Journal d'une institutrice (When Calls the Heart) de Michael Landon Jr. : Frances Tunnecliffe
- 2013 : Les Destins Croisés (Call Me Crazy : A Five Film) de Laura Dern, Bryce Dallas Howard, Bonnie Hunt, Ashley Judd et Sharon Maguire : Claire
- 2018 : Les Souliers de Noëlle (A Shoe Addict's Christmas) de Michael Robison : Charlie

### Productrice
- 1995 : Un étrange visiteur (A Stranger in Town) (téléfilm)
- 2014 : Miss Meadows

## Distinctions

### Récompenses
- Primetime Emmy Awards 2000 : Meilleure actrice invitée dans une série télévisée comique pour Frasier
- Primetime Emmy Awards 2001 : Meilleure actrice invitée dans une série télévisée comique pour Frasier
- Primetime Emmy Awards 2008 : Meilleure actrice dans un second rôle dans une série comique pour Samantha qui ?
- Critics' Choice Television Awards 2016 : Meilleure actrice dans un second rôle dans une mini-série ou un téléfilm pour Fargo
- Critics' Choice Television Awards 2020 : Meilleure actrice dans un second rôle dans une série télévisée dramatique pour Watchmen
- Primetime Emmy Awards 2021 : Meilleure actrice dans une série télévisée comique pour Hacks
- Primetime Emmy Awards 2022 : Meilleure actrice dans une série télévisée comique pour Hacks
- Golden Globes 2022 : Meilleure actrice dans une série télévisée musicale ou comique pour Hacks
- SAG Awards 2022 : Meilleure actrice dans une série télévisée comique pour Hacks
- Golden Globes 2025 : Meilleure actrice dans une série musicale ou comique pour Hacks

### Nominations
- Primetime Emmy Awards 2001 : meilleure actrice invitée dans une série télévisée dramatique pour Washington Police
- Primetime Emmy Awards 2006 : Meilleure actrice dans un second rôle dans une série dramatique pour 24 Heures chrono
- Primetime Emmy Awards 2007 : Meilleure actrice invitée dans une série dramatique pour 24 Heures chrono
- Primetime Emmy Awards 2012 : Meilleure actrice invitée dans une série dramatique pour La Loi selon Harry
- Primetime Emmy Awards 2016 : Meilleure actrice dans un second rôle dans une mini-série ou un téléfilm pour Fargo
- Primetime Emmy Awards 2020 : Meilleure actrice dans un second rôle dans une mini-série ou un téléfilm pour Watchmen
- Golden Globes 2023 : Meilleure actrice dans une série musicale ou comique pour Hacks